# Cradley, West Midlands
Cradley är en ort i distriktet Dudley, i grevskapet West Midlands, i England. Cradley var en civil parish från 1866 till 1974. Civil parish hade 9 846 invånare år 1951. Byn nämndes i Domedagsboken (Domesday Book) år 1086, och kallades då Cradeleie.